# Ola Lauritzson
Ola Lauritzson, född 1974 i Helsingborg i Skåne, är en svensk föreläsare, kostrådgivare och författare. 
Lauritzson har författat flera böcker om GI-metoden samt varit TV-kock på TV4 och även medverkat i Kanal 5 där han agerade i Den hemliga miljonären.